# Leichtathletik-Weltmeisterschaften 2013/Teilnehmer (Mauritius)
| Gelbes Symbol für Goldmedaillen mit stilisierten Olympischen Ringen | Graues Symbol für Silbermedaillen mit stilisierten Olympischen Ringen | Braundes Symbol für Bronzemedaillen mit stilisierten Olympischen Ringen |
| ------------------------------------------------------------------- | --------------------------------------------------------------------- | ----------------------------------------------------------------------- |
| —                                                                   | —                                                                     | —                                                                       |

Der Leichtathletik-Verband aus Mauritius stellte einen Teilnehmer bei den Leichtathletik-Weltmeisterschaften 2013 in der russischen Hauptstadt Moskau.

## Ergebnisse

### Männer

#### Sprung/Wurf
| Athlet         | Disziplin  | Qualifikation | Qualifikation | Finale             | Finale             |
| Athlet         | Disziplin  | Weite         | Platz         | Weite              | Platz              |
| -------------- | ---------- | ------------- | ------------- | ------------------ | ------------------ |
| Jonathan Drack | Dreisprung | 15,54 m       | 20            | nicht qualifiziert | nicht qualifiziert |